# Abderrahmane Benamadi
 (juillet 2023).
Si vous disposez d'ouvrages ou d'articles de référence ou si vous connaissez des sites web de qualité traitant du thème abordé ici, merci de compléter l'article en donnant les références utiles à sa vérifiabilité et en les liant à la section « Notes et références ».
Abderrahmane Benamadi né le 3 juillet 1985 est un judoka algérien qui combat en catégorie des moins de 90 kg depuis 2014 et combattait en catégorie des moins de 81 kg. Il remporte le titre de vice-champion du monde de judo lors des Championnats du monde 2005 au Caire (Égypte).

## Palmarès
| Année | Compétition                     | Lieu           | Résultat | Catégorie      |
| ----- | ------------------------------- | -------------- | -------- | -------------- |
| 2005  | Championnats du monde           | Le Caire       | 2e       | Moins de 81 kg |
| 2005  | Jeux méditerranéens             | Almería        | 3e       | Moins de 81 kg |
| 2005  | Championnats d'Afrique          | Port Elizabeth | 3e       | Moins de 81 kg |
| 2006  | Championnats d'Afrique          | Port-Louis     | 3e       | Moins de 81 kg |
| 2007  | Jeux africains                  | Alger          | 2e       | Moins de 81 kg |
| 2008  | Championnats d'Afrique          | Agadir         | 3e       | Moins de 81 kg |
| 2011  | Championnats d'Afrique          | Dakar          | 1er      | Moins de 81 kg |
| 2011  | Jeux africains                  | Maputo         | 1er      | Moins de 81 kg |
| 2012  | Championnats d'Afrique          | Agadir         | 2e       | Moins de 81 kg |
| 2013  | Jeux méditerranéens             | Mersin         | 3e       | Moins de 90 kg |
| 2014  | Championnats d'Afrique          | Port-Louis     | 2e       | Moins de 90 kg |
| 2015  | Championnats d'Afrique          | Libreville     | 1er      | Moins de 90 kg |
| 2015  | Jeux africains                  | Brazzaville    | 1er      | Moins de 90 kg |
| 2016  | Championnats d'Afrique          | Tunis          | 1er      | Moins de 90 kg |
| 2017  | Championnats d'Afrique          | Antananarivo   | 3e       | Moins de 90 kg |
| 2017  | Jeux de la solidarité islamique | Bakou          | 2e       | Moins de 90 kg |
| 2018  | Championnats d'Afrique          | Tunis          | 1er      | Moins de 90 kg |
| 2019  | Championnats d'Afrique          | Le Cap         | 2e       | Moins de 90 kg |
| 2020  | Championnats d'Afrique          | Antananarivo   | 2e       | Moins de 90 kg |
| 2021  | Championnats d'Afrique          | Dakar          | 1er      | Moins de 90 kg |
| 2022  | Championnats d'Afrique          | Oran           | 1er      | Moins de 90 kg |
| 2022  | Championnats d'Afrique          | Oran           | 1er      | Par équipes    |